# Sparnodus
Sparnodus è un genere di pesci ossei estinto, appartenente ai perciformi. Visse tra l'Eocene medio e il Miocene superiore (circa 45 - 7 milioni di anni fa) e i suoi resti fossili sono stati ritrovati in Europa.

## Descrizione
Questo pesce era di dimensioni medie, e solitamente non superava i 30 centimetri di lunghezza. Possedeva un corpo compresso lateralmente e gibboso nella parte anteriore. Sparnodus era munito di una sola pinna dorsale, ben sviluppata e sorretta da robusti raggi spinosi. La pinna anale era lunga circa la metà di quella caudale ed era anch'essa dotata di raggi spinosi; anche le pinne pettorali erano lunghe e ben sviluppate. Il corpo era ricoperto da grandi scaglie finemente rugose. La bocca era piccola e possedeva una dentatura robusta, costituita da denti conici. 

## Classificazione
Sparnodus fa parte della famiglia degli Sparidae, ben rappresentata anche attualmente da numerose specie che vivnono nei mari temperati e caldi di tutto il mondo (orata, dentice, pagello, sarago). Sparnodus era tipico di numerosi giacimenti europei, in particolare quello eocenico di Bolca (Verona), dove si rinviene soprattutto la specie Sparnodus vulgaris.

## Paleoecologia
Sparnodus doveva essere un veloce nuotatore e un attivo predatore, che frequentava i mari caldi e bassi dell'Europa.